# Wüste Lop Nor

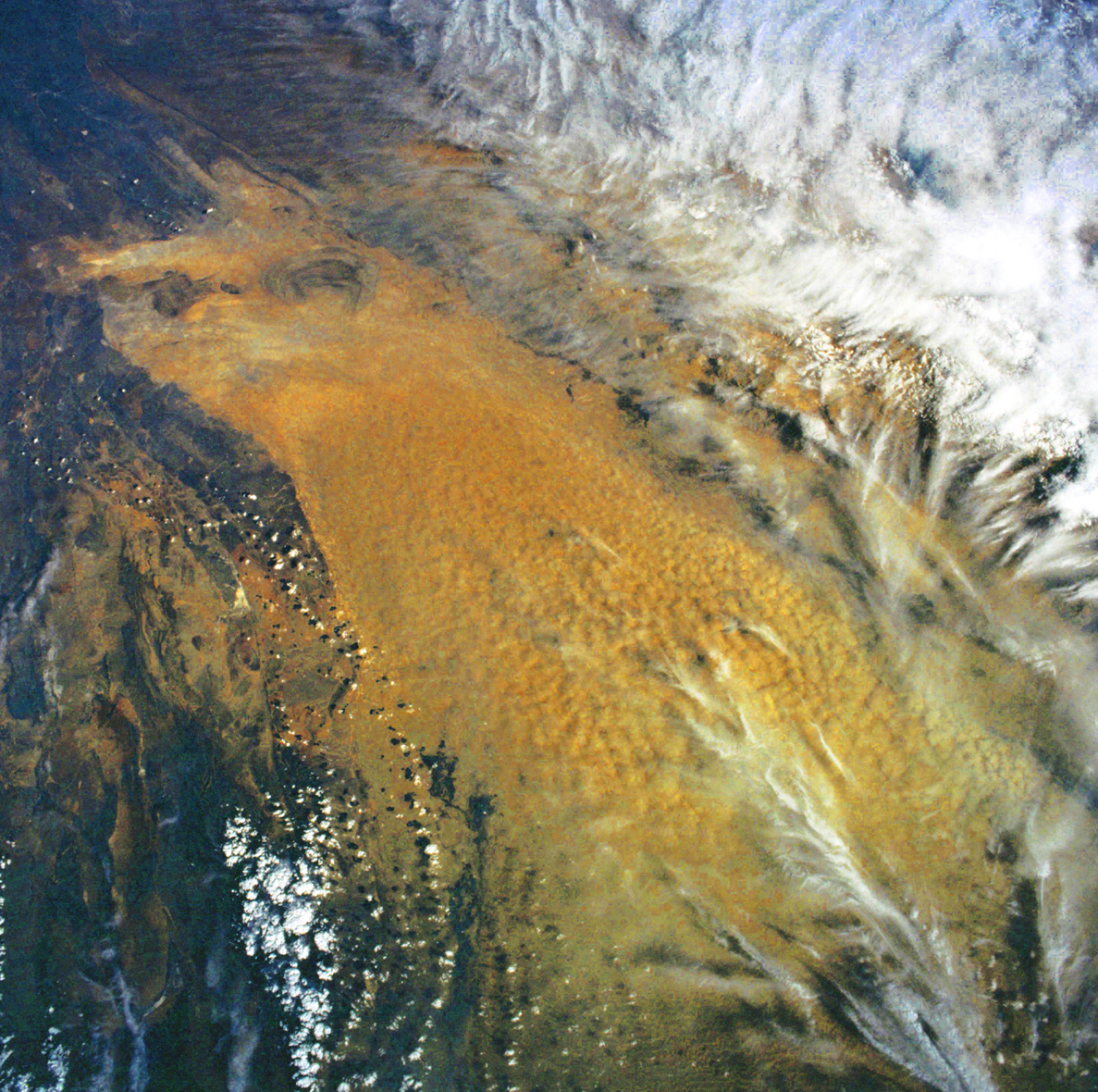
Satellitenbild der Wüste Lop Nor, Blickrichtung nach Osten. Links das Gebirge Kuruk Tagh, rechts die tibetische Hochebene des Astintagh.

Die Wüste Lop Nor (chinesisch 罗布沙漠, Pinyin Luóbù Shāmò, uigurisch لوپنوُﺭ چۆلى Lopnur Qɵli) ist eine Binnenwüste im Nordwesten von China. Sie liegt im östlichen Teil des Tarimbeckens im Uigurischen Autonomen Gebiet Xinjiang und hat eine Größe von etwa 47.000 km². Die Wüste Lop Nor reicht im Osten bis zu der Stadt Dunhuang in der Provinz Gansu.
Die Lop Nor ist im Westen als Sandwüste, im Osten als Salzwüste geprägt, der Boden erhitzt sich im Sommer auf bis zu 80 °C. Die Wüste war entlang der Flussläufe zum See Lop Nor seit etwa 2000 v. Chr. besiedelt, wovon große Nekropolen erhalten geblieben sind. Die Seidenstraße führte durch die Wüste, sodass Marco Polo sie in seinen Reiseberichten erwähnte. Wirtschaftliche Bedeutung hat die Wüste heute für den Abbau von Kohle und die Produktion von Pottasche. Seit 1999 besteht in der Wüste Lop Nor ein Schutzgebiet für vom Aussterben bedrohte Wildkamele.
Seit 2006 durchzieht die Fernstraße S235 die Wüste Lop Nor vom Nordosten nach Südwesten und durchschneidet dabei den früheren See Lop Nor. Er verbindet die Stadt Hami mit der Stadt Ruoquiang.

## Zum Namen
Lop Nor ist der Name des inzwischen ausgetrockneten Endsees des Tarim. Andere Schreibungen für Lop Nor sind Lop Nur und Lob Nor. Auch international gibt es keine einheitliche Schreibweise. Zur Bezeichnung der Wüste wird das in der jeweiligen Sprache verwendete Wort für Wüste hinzugefügt. Der früher gelegentlich verwendete Name Lop-Wüste hat sich nicht durchgesetzt.
Das mongolische Wort nuur bedeutet „See“. Der Name Lop Nor wird übersetzt als „der See, in den viele Wasserquellen zusammenströmen“ (englisch the lake converging many water sources), gemeint ist: „Einzugsgebiet für den Zufluss verschiedener Flüsse“ (englisch catchment for the afflux of several rivers). Der Name wird seit der Yuan-Dynastie verwendet. 
Vor der Yuan-Dynastie gab es andere Namen, zum Beispiel „Salzwüste“ oder „Pfauensee“. Die Han-Annalen gebrauchten die Namensformen P'u-ch'ang Hai (oder Hu), Lou-lan Hai („Loulan-See“) und Yen-tse („Salzsumpf“). In übersetzten chinesischen Texten wird heute auch die Bezeichnung Sea of Death („Meer des Todes“) verwendet.

## Lage
Die Wüste befindet sich in einem Sedimentbecken, das im Pliozän durch eine tektonische Abschiebung von dem Sedimentbecken der Taklamakan getrennt und dabei nach Osten abgesenkt wurde. In dem Grabenbruch zwischen der Taklamakan und der Wüste Lop Nor flossen früher die Flüsse Tarim und Konqi nach Süden, bis sie 1971 bei Tikanlik austrockneten. An ihrem Flussbett verläuft die Straße 218 von Korla nach Qakilik. Die Wüste wird im Westen von dieser Straße begrenzt, im Norden von den Kuruk Tagh-Bergen, im Osten von den Bai-Shan-Bergen und im Süden vom Aqikkol-Tal und den Kumtag-Sanddünen.
Der westliche Teil der Wüste ist eine Sandwüste, der östliche Teil eine Salzwüste mit Yardangs. Diese Salzwüste befindet sich in einer Senke und enthält das Seebecken des seit 1961 oder 1962 ausgetrockneten Salzsees Lop Nor, dessen letzte Position noch an einer ohrähnlichen Spirale erkennbar ist. Im Süden der Wüste liegen die Seebecken der beiden trockengefallenen Süßwasserseen Karakoshun und Taiterma-See.
Bei den oberirdischen Atomwaffentests im nahegelegenen Kernwaffentestgelände Lop Nor ging radioaktiver Niederschlag auf die Wüste nieder. In der Folge berichteten Anhänger der uigurischen Unabhängigkeitsbewegung vom vermehrten Auftreten mysteriöser Krankheitsfälle im Südwesten Xinjiangs. Regierungssprecher bestritten aber, dass es zu Erkrankungen aufgrund erhöhter Radioaktivität gekommen sei.

## Klima

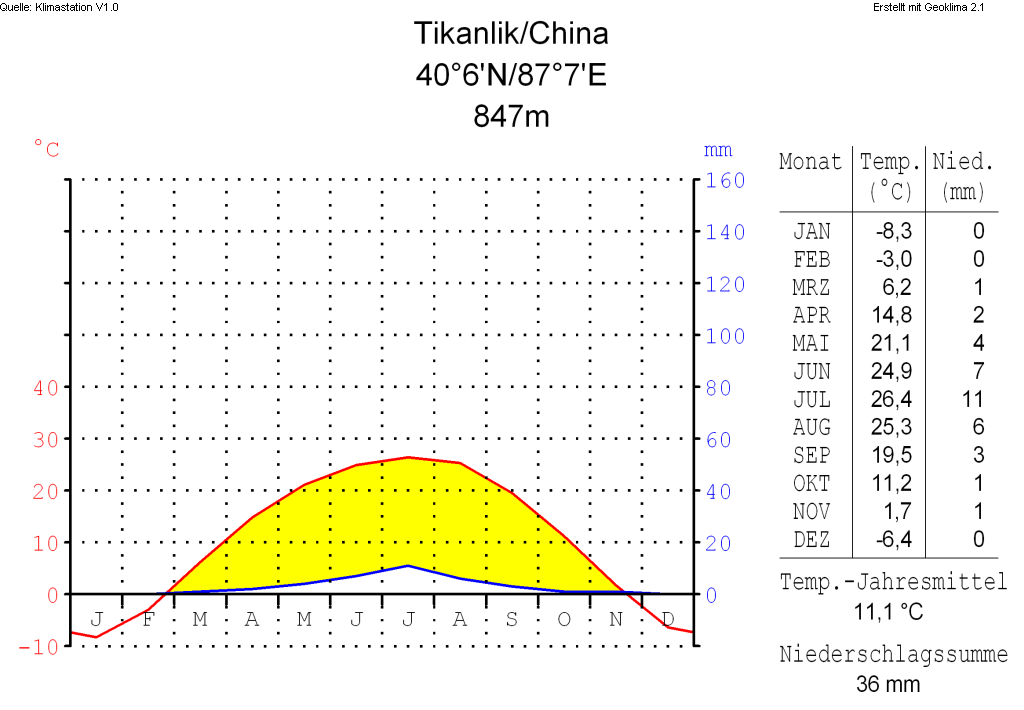
Klimadiagramm: Mittelwerte der Jahre 1961–1990 in Tikanlik am Westrand der Lop Nor. Die aktuellen Temperaturen weichen davon wegen der ständigen großen Temperaturschwankungen innerhalb von 24 Stunden ab. In der Wüste befindet sich keine Wetterstation. Dort sind die Niederschläge geringer.

In der Wüste Lop Nor herrscht vollarides Klima. Im Sommer betragen die Bodentemperaturen bis zu 80 °C und die Lufttemperaturen durch die vom Boden abgestrahlte Hitze bis zu 41 °C. Im Zelt können 50 °C erreicht werden. Die mittlere Jahrestemperatur liegt zwischen 9 und 11 °C, wobei die Differenz zwischen dem kältesten und dem wärmsten Monat im Jahr etwa 35 °C beträgt. Aufgrund der extremen Trockenheit und Hitze kann im Inneren der Wüste keine Vegetation existieren. Diese Wüste zählt zu den Gebieten, in denen Desertifikation und Anökumene bestehen. Der jährliche Niederschlag beträgt maximal 17,4 mm und die jährliche Verdunstung 2902 mm. Nach Angaben von 1964 fallen vom 1. Dezember bis 28. Februar 5 mm und vom 1. Juni bis zum 31. August ebenfalls 5 mm Niederschlag. Wenn es regnet, verdunsten die Wassertropfen schon in der heißen und trockenen Luft, bevor sie den Boden erreichen. Dieses Phänomen wird in Xinjiang „Teufelsregen“ oder „Regenschirm“ genannt.
Der Sandsturm Kara Buran (schwarzer Buran) lässt sich seit dem 3. Jahrhundert nachweisen. Seine Häufigkeit und Intensität unterlag im Laufe der Jahrhunderte starken Schwankungen. Seit dem Jahr 1000 nahm die Häufigkeit der Sandstürme deutlich zu, sie steigerte sich ab 1500 und in besonderer Weise ab 1850. Im Jahr 2000 wurde im Vergleich zu 1950 die 14fache Anzahl an Sandstürmen registriert; ein Grund dafür ist die zunehmende Desertifikation im Westen und Norden Chinas seit 1949/1950. Die Sandstürme kommen vor allem in den Monaten April bis Oktober (Stand: 2006, früher: vom Februar bis Juli) aus unterschiedlichen Richtungen, oft aus Südosten oder Nordwesten (früher: überwiegend aus Nordosten). Jährlich gibt es 70 bis 80 Tage mit Sandsturm und 200 bis 250 Staubtage (Stand: 2005).
Die Winter sind kalt und mit seltenem Schneefall. Karawanen auf der mittleren Seidenstraße und Expeditionen des 19. und 20. Jahrhunderts nutzten die kalten Monate Dezember und Januar und nahmen Trinkwasser in Form von Eis mit.

## Entstehung
In der letzten Eiszeit waren die Taklamakan und die Wüste Lop Nor fast ganz von einem Glazialsee bedeckt. Das lassen Bohrkerne erkennen, die im Jahr 2003 beim Lop Nor Environmental Science Drilling Project in 160–250 Meter Tiefe entnommen wurden. Sie zeigen laut Fang Xiaomin vom Institute of Earth Environment of the Chinese Academie of Sciences, dass der See Lop Nor vor 1,8 bis 2,8 Millionen Jahren ein sehr tiefer und mehr als 20.000 km² großer Süßwassersee gewesen ist, der sich über einen langen Zeitraum mit beständigem Starkregen über das Gebiet der Wüste Lop Nor hinaus bis in das Gebiet der Taklamakan-Wüste hinein erstreckte. In den Bohrkernen wurden 60 Meter lange Ablagerungen von Indigo-Silt in gelber Farbe mit hohem Gips-Anteil gefunden, die bestätigen, dass ein Süßwassersee von großer Tiefe bestanden hat, an dessen Grund Sauerstoff fehlte. Funde von Muscheln in den Bohrkernen zeigen, dass der See auch in späterer Zeit ein Süßwassersee gewesen ist.
Die Oberfläche dieses Sees lag auf etwa 900 m. Dies ist südlich und nördlich der Wüste Lop Nor an steilen und durchschnittlich 20 Meter hohen Seeterrassen zu erkennen, die seinerzeit durch das Seewasser aus der umgebenden Küste herausgeschnitten worden sind und 870 bis 900 m hoch liegen. Auch in der Taklamakan finden sich in der Höhe von etwa 1000 m Hinweise auf diesen See.
Vor 1,8 Millionen Jahren entstand im Pliozän in dem östlichen Tarimbecken durch eine tektonische Abschiebung das tiefer gelegene Becken, in dem sich jetzt die Wüste Lop Nor befindet. Dort bildete sich um 780.000 v. Chr. durch neue tektonische Absenkungen am Ende des mittleren Pleistozän das sekundäre Seebecken Lop Nor heraus.
Vor 800.000 Jahren änderte sich das Klima im Tarimbecken; es wurde extrem trocken. Der Glazialsee verkleinerte sich. Nach dem Austrocknen der Taklamakan wurde das Seebecken Lop Nor zum Ziel aller Flüsse des Tarimbeckens, die dort ihre Deltas bildeten, ihre Endseen Lop Nor und Karakoshun mit Wasser versorgten und das in den Flüssen mitgeführte Salz in einer riesigen Salzpfanne ablagerten. Der abflusslose See Lop Nor hat über 20.000 Jahre andauernd in wechselnder Größe und Lage im Lop-Nor-Becken bestanden, wozu das aride bis vollaride Klima beitrug, das sich über einen langen Zeitraum nicht veränderte. Die Flussläufe in den Deltas mäanderten und bildeten dabei Yardangs, die als lang gestreckte Inseln zwischen den verschiedenen Flussläufen stehen blieben.

## Oberflächengestalt der Wüste

### Seebecken des Lop Nor

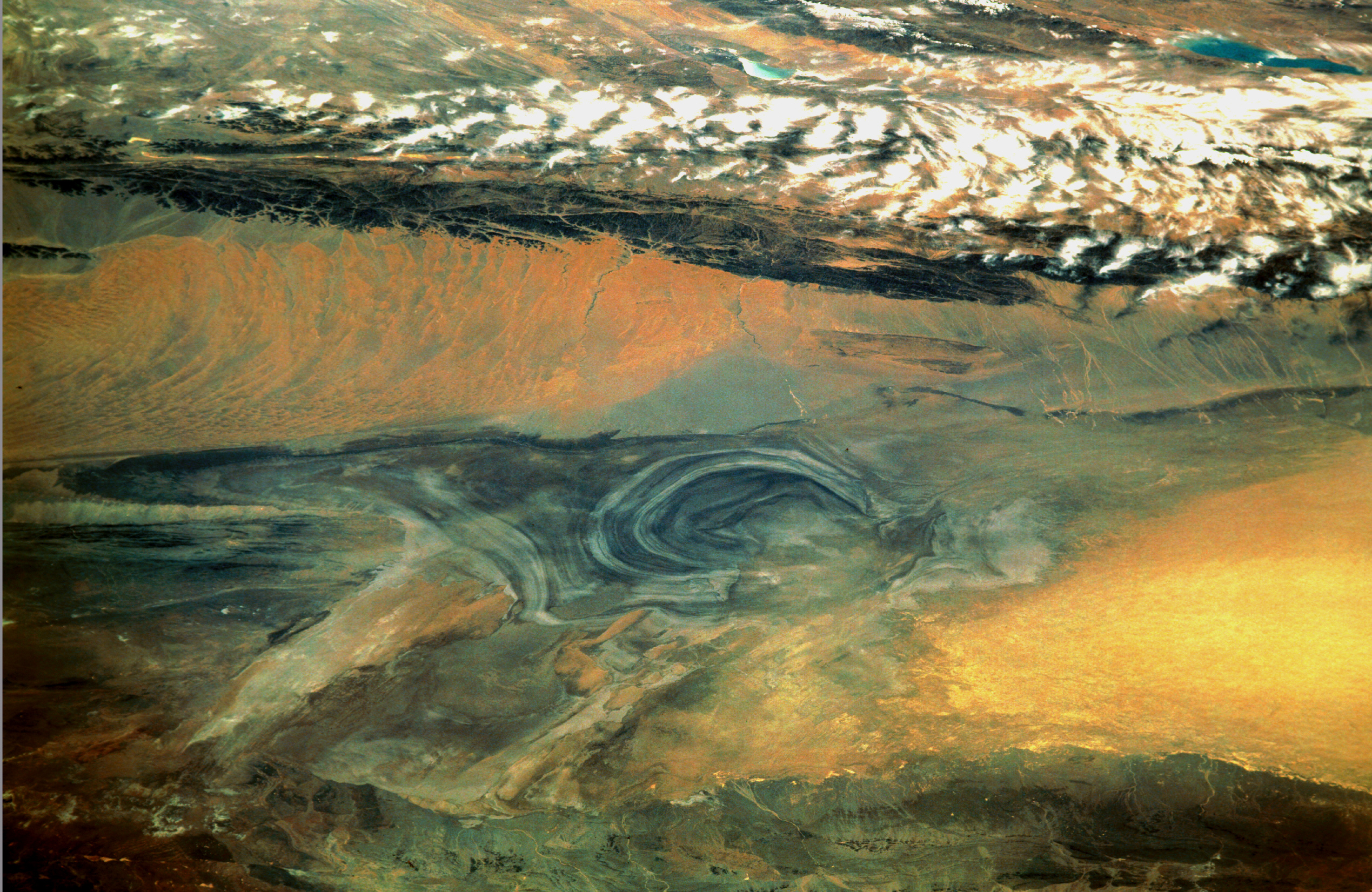
Satellitenbild des mittleren Teils des Seebeckens und der Wüste, über die ein Sandsturm hinweggeht. In der Bildmitte sieht man das große Ohr, im Vordergrund die Hänge des Gebirges Kuruk Tag, im Hintergrund die Hänge der Kumtag-Wüste und die Hochebene des Astintag. Blickrichtung ist Süden.

Seit 1961 oder 1962 ist der See Lop Nor mit seinen Zuflüssen Kontsche-darja und Kum-darja trockengefallen. Seitdem tritt sein ausgetrocknetes Seebecken in den Mittelpunkt des wissenschaftlichen, wirtschaftlichen und politischen Interesses.
Das Seebecken liegt mit 780 m Höhe an der tiefsten Stelle des Tarimbeckens und ist mit 21.000 km² fast so groß wie Hessen. Es misst vom Südosten bis zum Nordwesten 260 km und hat eine maximale Breite von 145 km. Seine biologischen Ablagerungen häuften in den Jahrtausenden eine Schicht von 1,50 m Dicke an, in der Pollen von Wasserpflanzen gefunden wurden, die belegen, dass der Lop Nor in langen Zeiträumen Wasser geführt hat und ein Biotop für Wasserpflanzen gewesen ist.
Die Oberfläche besteht aus angeschwemmtem kalk- und salzhaltigen Boden und ist als Salztonebene von einer harten und teilweise hoch aufgebrochenen Salzkruste bedeckt, die den Nordosten der Salzwüste nahezu unpassierbar macht. Die braune Erdkruste und die steinharte aber dünne weiße Salzkruste sind trügerisch; denn bereits einen halben Meter unter der Oberfläche dehnt sich ein gefährlicher Salzsumpf aus.
John Hare sah 1996 den ausgetrockneten Lop Nor vom Norden aus und beschrieb ihn folgendermaßen:

„Die graue dunstige Oberfläche des Seebetts erstreckte sich bis an den Horizont. Im Osten schien eine Anzahl schwarzer Klumpen – wahrscheinlich kleine Hügel – auf einer Landzunge über den Horizont aufzuragen. Im Westen zitterten noch mehr schwärzliche Objekte, die wie Reiter wirkten in der aufsteigenden warmen Luft, aber abgesehen von diesen leicht ominösen Gebilden war Grau die vorherrschende Farbe. Selbst der blaue Himmel war hinter dem Staub verschwunden, den der heulende Wind jetzt aufwirbelte.“

### Das große Ohr

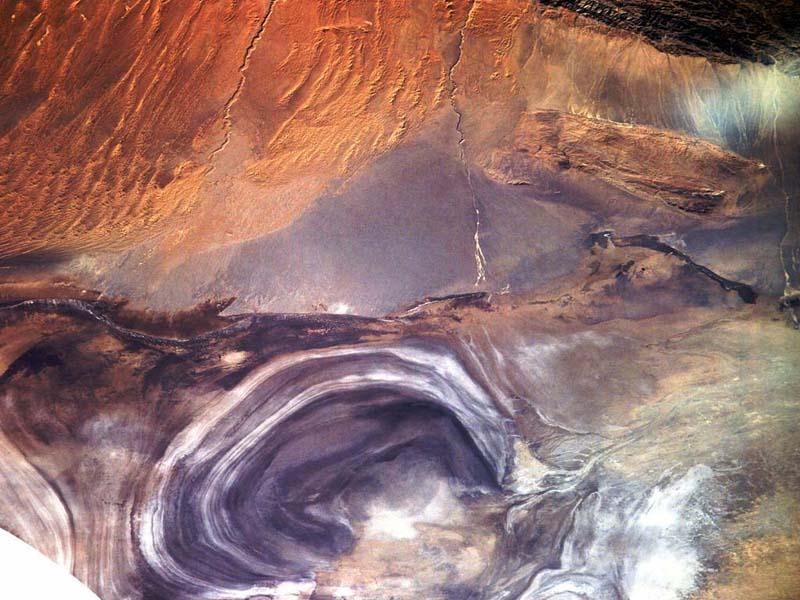
Das große Ohr, ein Muster historischer Uferlinien im Lop Nor-Becken. Satellitenaufnahme mit Blickrichtung Südosten.

Auf Satellitenbildern ist im Westen am Boden der Senke ein Muster konzentrischer, ringförmiger Linien in Form einer menschlichen Ohrmuschel zu erkennen. Dieses große Ohr (englische Bezeichnungen: Big Ear, Large Ear) war das Ziel eingehender chinesischer Forschungen bis zum Jahr 2008.
Es zeigte sich, dass die Außenlinie des großen Ohrs die Höhenlinie von 780 m über dem Meeresspiegel beschreibt und eine Fläche von 5.350 km² umgibt. Die ringförmigen Salzablagerungen an den Küstenlinien des Lop Nor entstanden nach Xia Xuncheng and Zhao Yuanjie innerhalb von vier bis fünf Jahren während der Austrocknung des Sees und haben diese Spirale geformt. Der Zeitpunkt der Austrocknung ist umstritten. Xia Xuncheng and Zhao Yuanjie nahmen 2005 an, die Ablagerungen im großen Ohr seien in den frühen 1960er Jahren bei der Austrocknung des Lop Nor entstanden. Li Bao Guo1, Ma Li Chun und andere vermuteten 2008 nach ihrer Neuinterpretation der Luftaufnahmen von 1956, dass die Ablagerungen bereits vorher zwischen dem Ende der 1930er und dem Anfang der 1940er Jahre während einer Austrocknung des Lop Nor entstanden seien.
Die Ablagerungen sind so hart, dass sie mit einem Hammer oder mit einer Axt nicht zerschlagen werden können. Der Lop Nor füllte bis zu seiner Austrocknung die Linien in drei Meter Höhe aus und erstreckte sich außerdem in geringerer Breite und Tiefe nach Norden.

### Yardangs

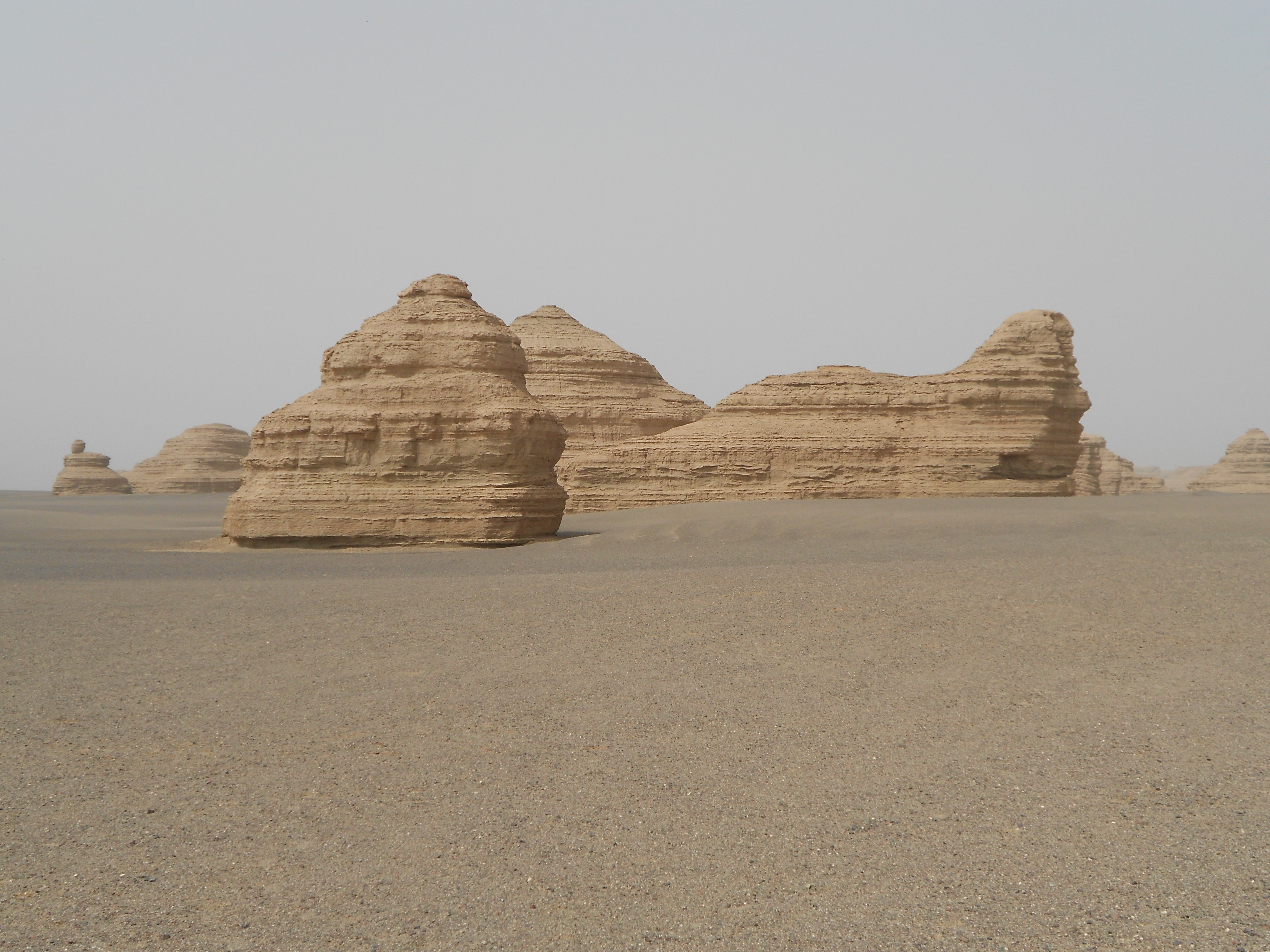
Yardang Landschaft im Dunhuang-Yardang-Geopark

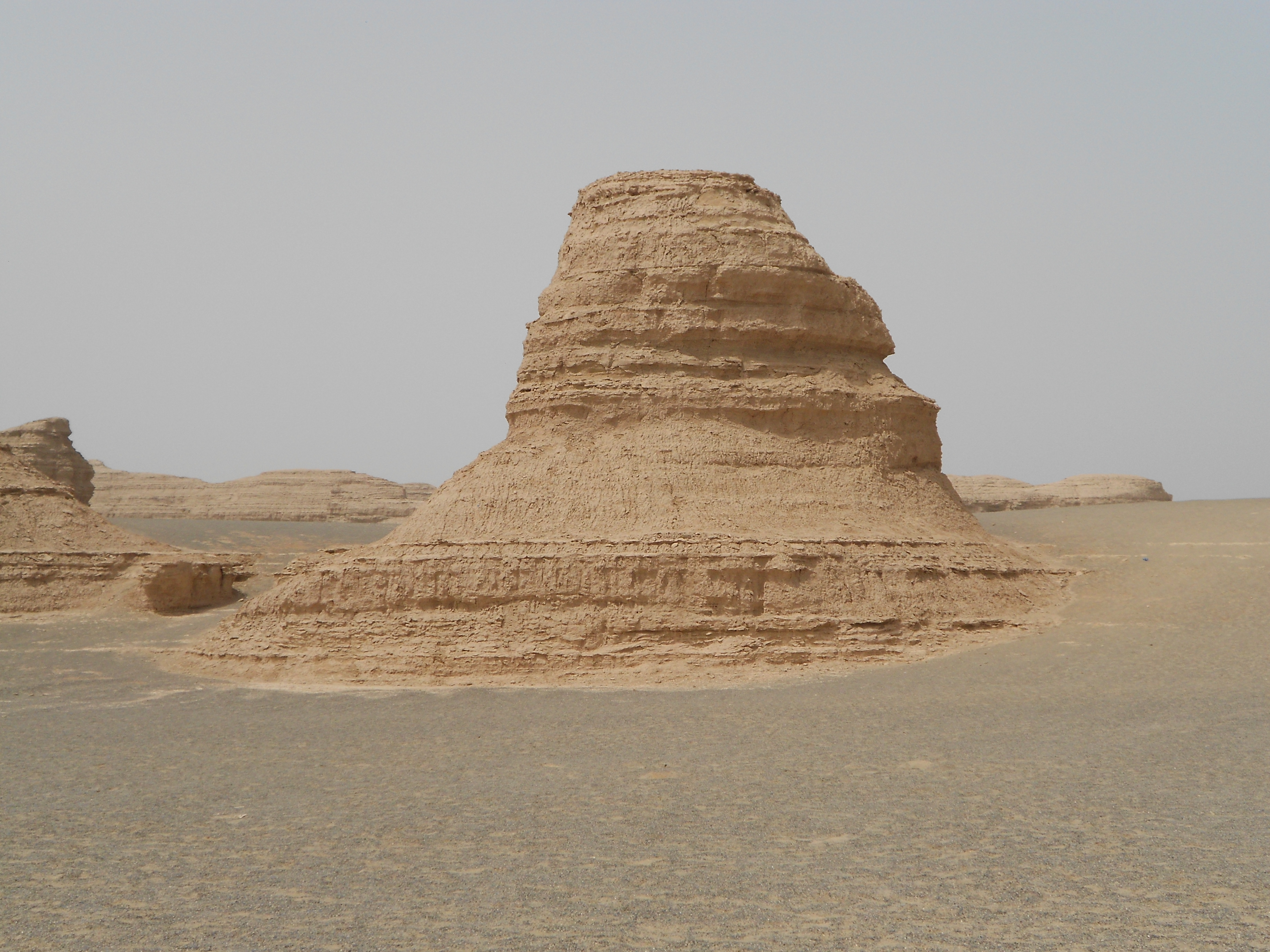
Yardang im Dunhuang-Yardang-Geopark

Der Forschungsreisende Sven Hedin hat Yardangs erstmals 1903 in seinem Buch Im Herzen von Asien benannt und beschrieben, nachdem er die Wüste Lop Nor 1902 aufgesucht hatte. Das Wort Yardang (chinesisch 雅丹, Pinyin Yardan oder Yadan) leitete er von dem uigurischen Wort Yar ab, das mit ‚steiler Hügel‘ oder ‚steiler Wall‘ übersetzt werden kann. In der Wüste Lop Nor entstanden die Yardangs als lang gestreckte Inseln in den Deltas früherer Flüsse, die zum See Lop Nor hinströmten. Auf der oberen Plattform der Yardangs gibt es oft tote Pappeln, abgestorbene Mollusken und vertrocknetes Schilf. Die Yardangs verlaufen je nach Standort in unterschiedlichen Richtungen, nämlich in der Strömungsrichtung früherer Flüsse. Durch Sandstürme wurden sie zusätzlich in der Richtung der vorherrschenden Stürme abgeschmirgelt. Sie bestehen aus Tonmineral, oft zu Lehm vermischt, bedecken eine Fläche von etwa 3.100 km² und stehen unter Naturschutz.
Xia Xuncheng unterschied 1985 in der Wüste Lop Nor folgende Gebiete mit Yardangs:
Eine Yardanggruppe befindet sich westlich und nordwestlich des Seebeckens Lop Nor und umschließt dabei Loulan und das Flussufer des Kum-darja. Xia Xuncheng vermutete 1982, dass die obere Plattform der 5,30 m hohen Yardangs die ursprüngliche Höhe des Seebeckens um das Jahr 1919 anzeige und dass die erodierten Bereiche zwischen den Yardangs bis zum Jahr 1959 durch die Strömung des zufließenden Wassers im See Lop Nor und durch Regenstürme eingetieft worden seien. Nach dem Austrocknen des Sees seien die Yardangs zusätzlich durch die vorherrschenden nordöstlichen Sandstürme stromlinienförmig abgeschliffen. Die nordwestlich des Sees Lop Nor gelegenen Yardangs empfand John Hare 1996 als „ein beängstigendes Gewirr zehn Meter hoher, seltsamer und wunderbarer erodierter Felsformen“.
Die Yardanggruppe in Bailongdui (chinesisch 白龙堆, Pinyin bái lóng duī) liegt nordöstlich des Seebeckens Lop Nor. Sie hat eine Größe von 1.600 km² und ist vom Norden zum Süden 80 km lang und vom Westen zum Osten 20 km breit. Die Yardangs sind gewöhnlich zehn bis zwanzig Meter hoch und zweihundert bis fünfhundert Meter lang. Die meisten von ihnen sind mit einer dicken Salzkruste bedeckt und glänzen silbern im Sonnenlicht. Aus der Ferne sehen sie nach Meinung der Chinesen aus wie weiße Drachen, die den Zugang zu Loulan als Wächter der Seidenstraße überwachen.
Die Yardanggruppe im Aqip-Tal liegt in vier Bereichen des früheren Flusses Aqip, des Unterlaufes vom Fluss Shule im Osten der Wüste Lop Nor.
Dunhuang-Yardang-Geopark
Der Dunhuang-Yardang-Geopark (敦煌雅丹国家地质公园) mit den Koordinaten 40°31'11"N  93°4'1"E) in der Provinz Gansu nahe der Ostgrenze von Xinjiang ist 85 km vom West-Yumen-Pass und 180 km nordwestlich von der Stadt Dunhuang entfernt und wird „Stadt des Teufels“ oder „Geisterstadt“ genannt. Es handelt sich um zwei nahe beieinander liegende Yardanggruppen, die sich etwa 25 km von Osten nach Westen und jeweils etwa 8 km von Norden nach Süden erstrecken. Die Yardangs bestehen aus leuchtend gelbem bis braunem Sandstein und erheben sich aus der flachen schwarzen Wüste. Sie haben zuweilen eine Länge von Tausenden Metern, besitzen eine Breite von einigen Dutzend Metern und sind einige Hundert Meter von ihren Nachbarn durch den schwarzen Kieselboden getrennt, auf dem keine Pflanzen wachsen. Bei Sturm entstehen unheimliche Geräusche; bei Einbruch der Dunkelheit erzeugt der Wind ein schauderhaftes Geheule, so als ob Tausende Raubtiere herumspuken.
Der mythische Name „Drachenstadt“ (chinesisch 龙城, Pinyin lóng chéng) bezeichnet ein Gebiet mit Yardangs, das sich geografisch nicht genau zuordnen lässt. Xia Xuncheng bezog den Namen „Drachenstadt“ 1985 auf die Yardanggruppe in Bailongdui. Die Yardangs sind unterschiedlich in der Höhe, Länge, Breite und Gestalt. Ihr Aussehen weckt bei Chinesen Assoziationen an eine Stadt mit Häusern, Türmen, Festungen, Booten, Tieren und Menschen. Während eines Sturmes hört man Windgeräusche, die an Geräusche einer Stadt erinnern: etwa an Hundegebell, Vogelgesang, Glockengeläut, Lachen und Kindergeschrei.
In einem alten chinesischen Text, dem Klassiker der Gewässer, findet sich eine ätiologische Sage, die die Entstehung der „Drachenstadt“ mit ihren Yardangs zu ergründen versucht:

„Die Drachenstadt ist die Residenz des Giang Lai. Er beherrscht ein großes Königreich der Barbaren. Eines Tages stiegen die Wasser des Lop Nor und überfluteten die Hauptstadt dieses Königreiches. Die Fundamente der Stadt sind noch erhalten. Sie sind sehr ausgedehnt. Wenn man bei Sonnenaufgang am Westtor aufbricht, gelangt man erst bei Sonnenuntergang zum Osttor. Unter dem steilen Abhang der Stadt hatte man einen Kanal angelegt. Darüber hat der ständig wehende Wind Sand aufgetürmt, der allmählich die Form eines Drachen annahm, der nach Westen über den See blickt. Daher kommt der Name Drachenstadt. Das Gebiet ihrer Herrscher dehnt sich tausend Meilen weit aus. Es besteht ganz und gar aus Salz in hartem, festem Zustand. Die hindurchziehenden Reisenden breiten Filze aus für ihre Tiere, dass sie darauf liegen können. Wenn man in dem Boden gräbt, stößt man auf Salzblöcke, so groß wie Kopfkissen, die regelmäßig aufeinandergestapelt sind. In dieser Gegend ist die Luft dunstig wie aufsteigender Nebel oder wie schnell dahinziehendes Gewölk, sodass man nur selten die Sonne oder die Sterne sieht. Es gibt dort nur wenige Tiere, aber viele Dämonen und geisterhafte Wesen.“

## Fossilien und Flora
Mit dem Austrocknen des Lop Nor und seiner Zuflüsse ist einer der ältesten Seen der Erde mit seiner Lebensgemeinschaft von Pflanzen und Tieren aus der Wüste Lop Nor verschwunden. Anstelle des Sees ist heute nur noch das wesentlich kleinere Salzsolebecken der Lop Nur Sylvite Science and Technology Development Co. Ltd vorhanden. Immerhin ist die Wüste Lop Nor ein Archiv der Vergangenheit, das Auskunft gibt über die reichhaltige Flora und Fauna der zurückliegenden Jahrtausende und Jahrmillionen. Als der schwedische Geologe Erik Norin die Wüste während der Chinesisch-Schwedischen Expedition erforschte, fand er am Rande des Kuruktagh und mitten in der Wüste Sandsteinschichten mit Fossilien, die im Tournaisium entstanden und älter sind als 345 Millionen Jahre. Unter den Fossilien, die er entdeckte, befanden sich beispielsweise Weichtiere mit verschiedenen fossilen Schnecken der Gattungen Euomphalus und Bellerophon.
Die Bohrkerne, die im Jahr 2003 beim Lop Nor Environmental Science Drilling Project aus der Tiefe von 160–250 Metern entnommen wurden, zeigen, dass hier im Mittleren Pleistozän, also vor 781.000 bis 1.806.000 Jahren, bereits Pflanzen wuchsen, deren Nachkommen noch heute in der Wüste Lop Nor vorkommen. Es handelt sich dabei um xerophytische Arten aus den drei Taxa Meerträubel, Gänsefüße und Wermutkraut. Außerdem wachsen in der Wüste noch Baum- und Strauch-Arten, die bereits im Tertiär, also vor über 2,6 Millionen Jahren, in der benachbarten Wüste Gobi vorkamen. Dazu gehören die Tamarisken Tamarix ramosissima, Tamarix hispida, Tamarix taklimakanensis sowie Tamarix hohenackeri und die Pappeln Populus euphratica und Populus pruinosa. Während der Blütezeit im Frühjahr leuchten die Tamarisken in weißen, orangen und violetten Farben. Aus dem Holozän stammt der weiß blühende Strauch Zygophyllum xanthoxylum. Er zählt zu den vergleichsweise jungen Pflanzenarten der Wüste Lop Nor.
Die Halophyten haben sich den Lebensbedingungen in dem Seebecken Lop Nor angepasst. Im Jahr 1985 gab es in der Wüste Lop Nor nur noch 36 Arten von Halophyten, die zu 26 Gattungen und 13 Familien gehören. Im Vergleich zu den Nachforschungen und Berichten der Entdeckungsreisenden sind seit 1876, dem Jahr der ersten Expedition von Nikolai Michailowitsch Prschewalski, zwölf Arten verschwunden. Dazu gehören auch die wasserliebenden Typhaceae, Sauergrasgewächse und Laichkrautgewächse. Die verbliebenen 36 Halophyten verhelfen dem Seebecken Lop Nor im Frühjahr während der Blütezeit zu einem farbigen Erscheinungsbild. Sie bilden die Nahrung für die Tiere, die in der Salzwüste leben. Eine beliebte Futterpflanze der wilden Kamele ist Alhagi pseudalhagi. Diese Camel spurs sind reich an Proteinen und bilden lange Wurzeln, die bis zum Grundwasser reichen. Salzpflanzen wie Scorzonera divaricata besitzen beim Wachstum eine solche Kraft, dass sie auf dem Weg zum Licht selbst die sehr harte Salzkruste durchbrechen. Zu den Salzpflanzen der Wüste Lop Nor gehören unter anderem Apocynum venetum, Poacynum hendersonii, Halocnemum strobilaceum, Schilfrohr, Halostachys caspida und Saussurea salsa.

## Geschichte der Besiedlung

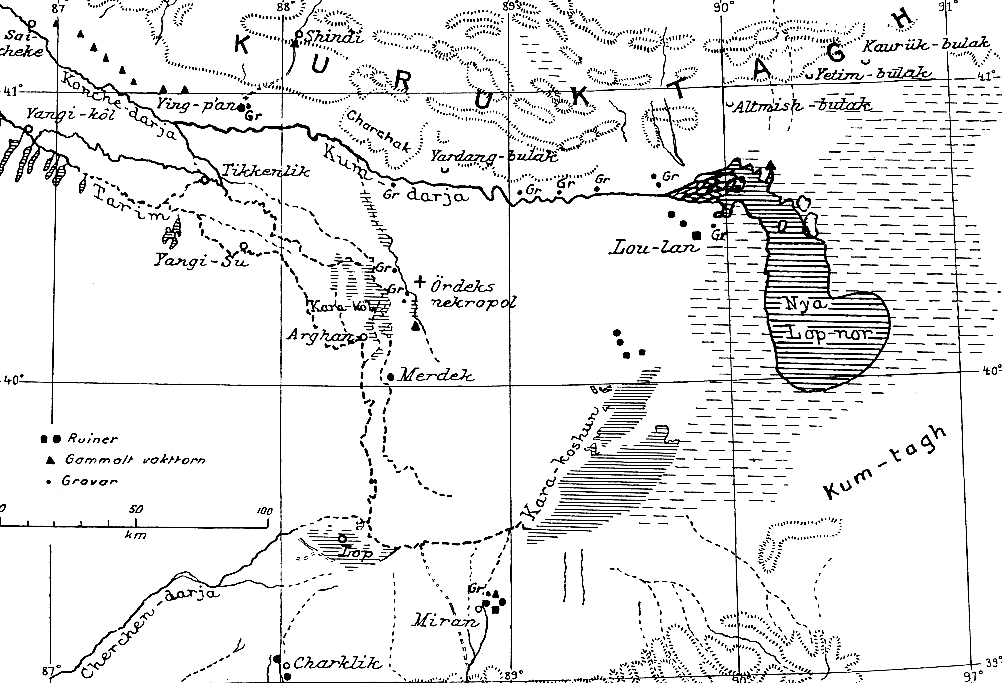
Folke Bergmans Landkarte, 1935, mit den hauptsächlichen archäologischen Funden von Sven Hedin, Aurel Stein und der Chinesisch-Schwedischen Expedition 1927–1933

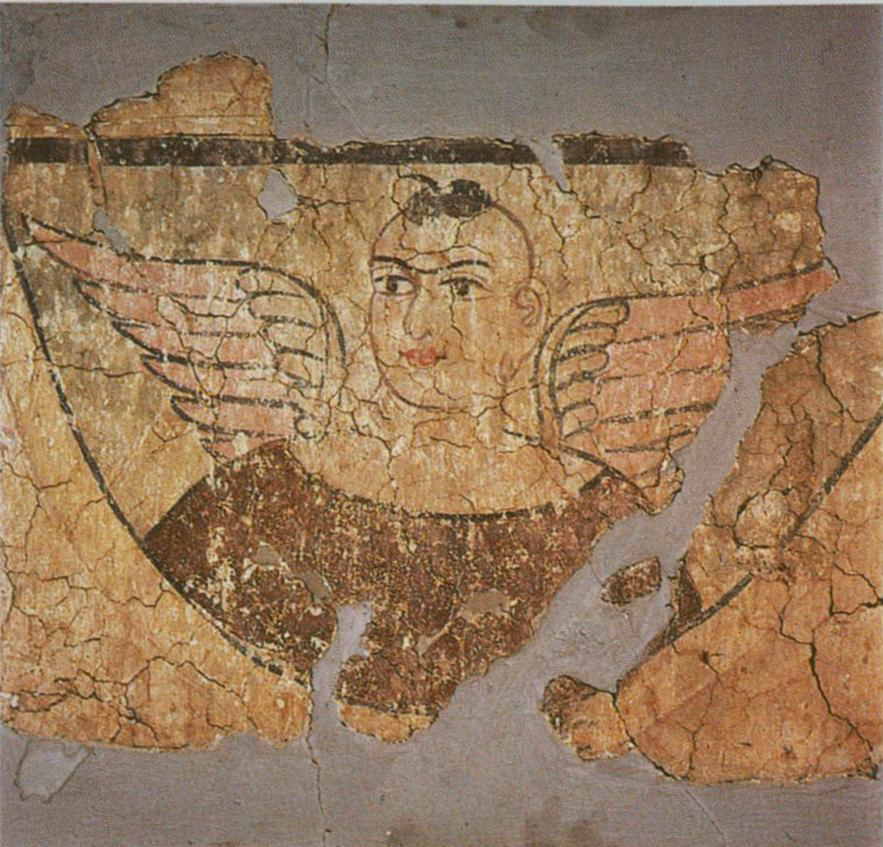
Fund von Aurel Stein in Miran

An den Flussläufen, die zu dem Lop Nor hinführten, entstanden Flussoasen, die vor 4000 Jahren bronzezeitliche Siedlungen ermöglichten, in denen Menschen europäischen Aussehens lebten, deren Mumien in den frühbronzezeitlichen Nekropolen Xiaohe und Käwrigul gefunden wurden. Die Gräber in Käwrigul wurden zum Schutz vor Winderosion von fünf bis sieben konzentrischen Ringen eng aneinandergesetzter Stangen umgeben; außerhalb der Ringe standen zahlreiche Reihen senkrechter Stangen, die vom Mittelpunkt des Grabes aus gesehen strahlenförmig in alle Himmelsrichtungen wiesen. Ab 900 v. Chr. entstanden eisenzeitliche Siedlungen mit Gräberfeldern. Nach der Eisenzeit wurden Gräberfelder mit unterirdischen Grüften ausgestattet. Einer dieser Friedhöfe ist 10 Hektar groß und besitzt tiefe unterirdische Grüfte, deren Gewölbe bis zu 30 Meter hoch sind.
Im Nordwesten Chinas begann um 200 v. Chr. eine Periode hoher Temperaturen und starker Niederschläge, die vom dritten bis zum fünften Jahrhundert durch eine Periode anhaltender Trockenheit und Dürre abgelöst wurde. Ab 200 v. Chr. wurden die Flüsse, die ihr Wasser zum Lop Nor hinführten, zu breiten Strömen, die das Wasser des Sees Lop Nor entsalzten, Süßwasser über das Seeufer schwemmten und große Feuchtgebiete schufen, die landwirtschaftlich genutzt werden konnten. Der See Lop Nor war nun von fast unschätzbarer Bedeutung für die Kulturen des Tarimbeckens entlang der Seidenstraße, namentlich für die uigurischen Loplik, die diese Wüste bewohnten und vor allem vom Fischfang lebten.
In Aufzeichnungen aus der Han-Dynastie (206 v. Chr.–200 n. Chr.) wird der See Lop Nor so beschrieben: „P’u-ch’ang Hai (d. h. Lop Nor) bedeckt ein Gebiet von 300 Li (= 150 km) Länge und Breite, das Wasser endet hier, niemals verändert sich seine Höhe.“ Alte chinesische Karten zeigen den Salzsee im Durchmesser von 150 km.
Der Klimawandel führte ab 200 v. Chr. zu Stadtgründungen in Loulan, Miran, Haitou, Yingpan, Merdek und Qakilik. Die Stadt Loulan mit ihrem Königreich Shanshan besaß aufgrund der Lage an der mittleren Seidenstraße eine beherrschende Rolle, bis das Königshaus durch das chinesische Kaiserreich entmachtet wurde, das daraufhin selber die Seidenstraße kontrollierte und sie mit Signaltürmen entlang der Chinesischen Mauer gegen Überfälle der Xiongnu absicherte. Die Stadt Loulan, die an einem Flusslauf lag und als Vorposten der Chinesen eine wirtschaftliche Blütezeit erlebte, wurde um 330 zusammen mit weiteren Siedlungen am Kum-darja wegen des Wassermangels aufgegeben. Eine Ursache war ein beginnender Klimawechsel, der dazu führte, dass die Flussläufe und Flussoasen austrockneten und dass in Loulan von nun an das Süßwasser fehlte. Es wurde auch vermutet, dass die häufigen Erdbeben den Tarim in eine andere Richtung lenkten. Die mittlere Seidenstraße nördlich des Sees Lop Nor war von nun an unbegehbar, und die Bevölkerung in der Wüste Lop Nor nahm rapide ab.
Nach einem Bericht des Chinesen Li Daoyuan mit Titel Shuijing zhu (2. Teil), der vor dem Jahr 527 n. Chr. entstand, besaß der See drei Zuflüsse: Qiemo (d. h. Tschertschen-Darja oder Qarqan He), Nan (d. h. Tarim) und Zhubin (d. h. Hädik-gol und seine Unterläufe Konqi, Kontsche-darja und Kum-darja). Offenbar führte der See Lop Nor zu diesem Zeitpunkt wieder Wasser. In der späten Qing-Dynastie war der See vom Osten nach Westen 80 oder 90 Li (= 40 km bis 45 km) lang und vom Süden nach Norden 1–2 oder 2–3 Li (= 500 m bis 1 km oder 1 km bis 1,5 km) breit.
In den Jahren 1725 bis 1921 füllte sich das Seebecken Karakoshun im Südwesten der Wüste Lop Nor mit Süßwasser vom Tarim, und der Lop Nor wurde zu einem Salzsumpf. 1921 trocknete der Karakoshun aus, und der Tarim brachte sein Wasser wieder zum Lop Nor.
Die uigurischen Loplik verließen um 1920 die Siedlungen in der Wüste Lop Nor, nachdem eine Pest-Epidemie dort zu zahlreichen Todesfällen geführt hatte. Zum letzten Mal füllte sich der Lop Nor im Jahr 1921; seine Größe wechselte stark, sie war im Jahr 1928 3.100 km², im Jahr 1931 1.500–1.800 km², im Jahr 1950 2.000 km² und im Jahr 1958 5.350 km². Den tiefsten Wasserstand hatte der Lop Nor 1934 in der ohrförmigen Helix, und ein nur wenige Zentimeter hoher Wasserstand bestand zwischen der Helix und der nördlich liegenden Einmündung des Flusses Kum-darja. Sven Hedin befuhr den nördlichen Teil des Sees am 16. Mai 1934. Nach seinen Angaben war der See 130 km lang und bis zu 80 km breit. Die Feuchtgebiete am See besaßen eine Größe von 10.000 km².
Seit 1949 wurden im Tarimbecken und im Yanji-Becken zahlreiche Bewässerungsprojekte durchgeführt – später unter der Leitung des 1954 gegründeten Produktions- und Aufbaukorps Xinjiang –, um zugewanderte Han-Chinesen in Xinjiang anzusiedeln. Allein im Bereich des Tarim und seiner Zuflüsse stiegen die bewässerten Ackerflächen von 351.200 ha im Jahr 1949 auf 776.600 ha im Jahr 1994; im gleichen Zeitraum wurden Bewässerungskanäle in der Länge von 1.088 km sowie 206 Staubecken mit einer Gesamtkapazität von 3 Milliarden Kubikmeter Wasser gebaut. Das überschüssige Wasser des Bosten-Sees, das bis 1949 vor allem den Lop Nor gespeist hatte, wurde seit 1949 zur Bewässerung des Yanji-Beckens verwendet. Der Abfluss des Bosten-Sees, der Konqi, erhielt seitdem nur wenig Wasser und konnte den Kontsche-darja und dessen Unterlauf Kum-darja sowie den Unterlauf des Tarim nicht mehr versorgen. Von 1958 bis 1961 oder bis 1962 sind der Lop Nor und seine Feuchtgebiete vollständig trockengefallen. Das führte zu dem Absterben der Ufervegetation am See Lop Nor und zur Ausbreitung der Dünen.
Aus ökologischen Gründen wurde seit April 2000 mehrmals Wasser aus dem Bosten-See über den Konqi in den Tarim und in den See Lop Nor eingeleitet. Gemäß einem Beschluss des Uigurischen Autonomen Gebietes Xinjiang vom Winter 2000–2001 soll Wasser aus dem Fluss Lio durch einen Tunnel unter dem Tian-Shan-Gebirge zu dem Fluss Tarim geleitet werden, damit der See Lop Nor durch Wasser aus dem Ilo neu entstehen kann. Das Projekt trägt den Namen „Wasser vom Norden nach Süden umleiten“.
Die begonnene Erschließung eines Sylvin-Feldes durch die Lop Nur Sylvite Science and Technology Development Co., Ltd und die geplante Erschließung der reichen Vorkommen von Erdöl, Erdgas, Kohle und Mineralien wird zu dem Aufbau einer Infrastruktur in der Wüste mit ersten Straßen und einer Arbeiterstadt führen. Eine Vorarbeit dazu ist die Herausgabe von 49 topographischen Karten der Lop Nor Wüste im Jahr 2007 in dem Maßstab 1:50.000, die die Prospektion der Bodenvorkommen erleichtern soll. Das vorausgehende Kartenwerk der Lop Nor Wüste stammte von Sven Hedin, dessen Central Asia atlas 1966 vom Ethnografischen Museum Stockholm veröffentlicht wurde. Sven Hedin verwertete in diesem Kartenwerk jene Routenaufnahmen, die bei seinen eigenen Expeditionen und bei den Expeditionen von Sir Aurel Stein in den Jahren 1896 bis 1935 entstanden waren.

## Erforschung der Wüste

### Frühe Berichte

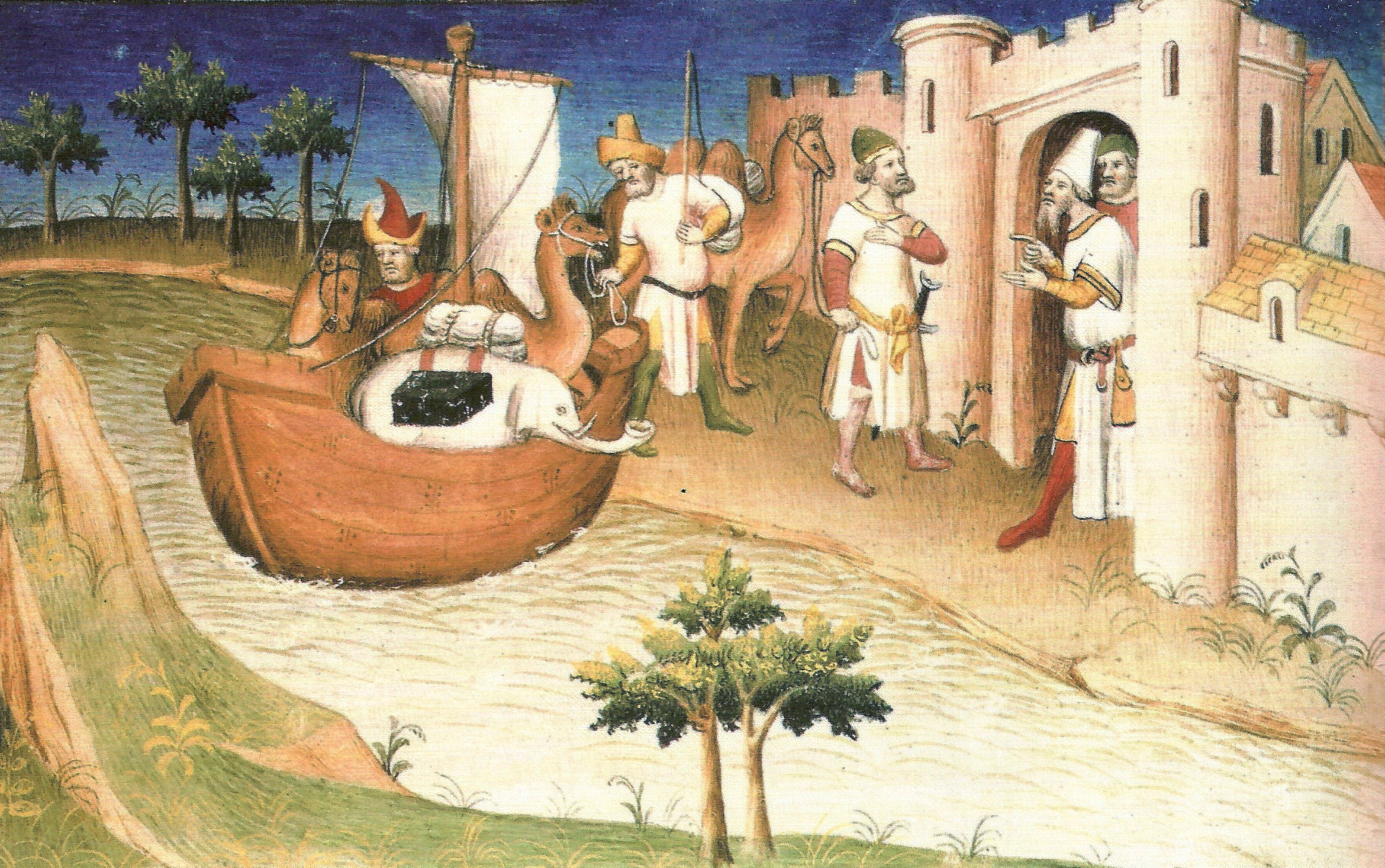
Marco Polo in China (Abbildung aus Il Milione, 1298–1299)

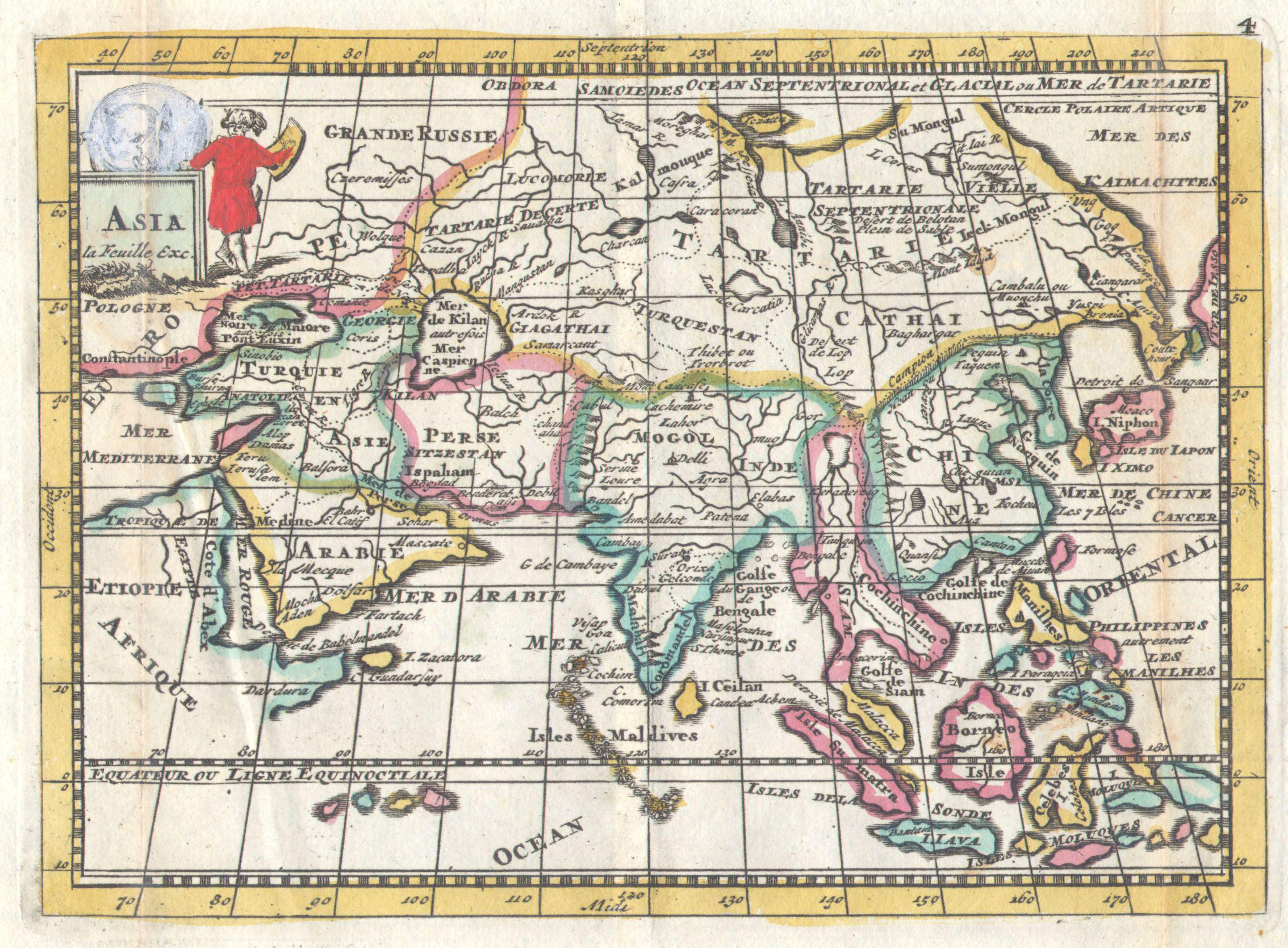
Auf dieser um 1706 herausgegebenen Asienkarte von Daniel de La Feuille trägt die Wüste Lop Nor den Namen Desert de Lop.

Der chinesische Pilger Faxian reiste im 4. Jahrhundert von China nach Indien und beschrieb die Wüste Lop Nor so:

„In ihr gibt es viele Dämonen und heiße Winde. Diejenigen, die ihnen begegnen, sterben bis auf den letzten Mann. Es gibt weder Vögel noch sonstige Tiere. Wenn man sich umsieht, so weit das Auge reicht, um den Weg zu finden, so gibt es keine Hinweise, außer den verrottenden Knochen der Toten, welche den Weg angeben.“

Die Wüste Lop Nor wurde von Marco Polo, der 1274 die Stadt Lop besuchte, so beschrieben:

„Eine höchst merkwürdige Sache wird von dieser Wüste berichtet. Wenn von einer Reisegesellschaft, die nachts unterwegs ist, ein Mann zurückbleibt oder einschläft und dann versucht, seine Leute wieder zu erreichen, so hört er Geisterstimmen, die ihn beim Namen rufen. Im Glauben, dass es seine Kameraden sind, wird er in die Irre geführt, sodass er die Karawane niemals wieder findet und elend zugrunde geht. Auch das Getrappel großer Reiterscharen hört ein verirrter Reisender manchmal abseits vom Wege. Das hält er dann für das Geräusch seiner Gefährten; er folgt dem Klang, und erst bei Tagesanbruch merkt er, dass er genarrt wurde. Daher ist es üblich, dass sich die Reisenden auf dieser Strecke dicht beisammenhalten. Auch haben alle Tiere große Glocken um den Hals, damit sie sich nicht so leicht verirren können. Nur auf diese Weise kann man die Große Wüste durchqueren.“

Marco Polo nannte die Wüste Lop Nor seinerzeit Lop-Wüste. Giacomo Gastaldi hat sie 1561 als Diserto de Lop in seine gemalte Karte von Asien im Dogenpalast von Venedig eingetragen. Der schwedische Artillerieleutnant Renat gab 1733 eine Karte Zentralasiens heraus, in die er den See Lop Nor unter dem Namen Läp eingetragen hatte. Der Niederländer Daniel de La Feuille veröffentlichte um 1706 eine Karte von Asien und bezeichnete die Wüste Lop Nor als Desert de Lop.

### Wissenschaftliche Forschungen

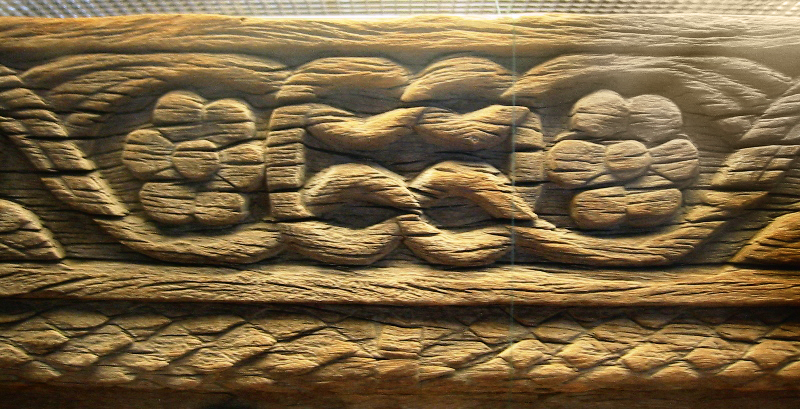
Geschnitzter Holzbalken, Loulan, 3.–4. Jahrhundert. Die Blätter- und Blumenmuster zeigen westliche Einflüsse aus Hellenismus, Syrien, Iran und Gandhara.

1928–1935 erforschte die Chinesisch-Schwedische Expedition, geleitet von Sven Hedin, die Wüste Lop Nor in umfassender Weise. Folke Bergman veröffentlichte die archäologischen Ergebnisse in seinem englischsprachigen Buch Archaeological Researches in Sinkiang. Especially the Lop-Nor Region, das auch Karten von den zahlreichen Fundstellen enthält.
Als dieses Buch Jahrzehnte nach der Veröffentlichung in die chinesische Sprache übersetzt worden war, führten chinesische Archäologen am Ende des 20. Jahrhunderts zahlreiche Grabungen an jenen Fundorten durch, die während der chinesisch-schwedischen Expedition entdeckt und von Folke Bergman dokumentiert worden waren. Bei den Grabungen legten sie bronzezeitliche und eisenzeitliche Friedhöfe frei, deren Särge bis zu 4000 Jahre alte Mumien bargen. Dabei bestätigte sich die Vermutung Sven Hedins, dass das östliche Tarimbecken vor über 4000 Jahren von Indogermanen, den späteren Tocharern, besiedelt worden war. Die 2004 fertiggestellte Grabung auf Folke Bergmans frühbronzezeitliche Nekropole Xiaohe am „Schmalen Fluss“ (auch: Small River, Xiaohe, Qum-köl) gehörte in China zu den „Top Ten der archäologischen Funde 2004“. Da es in der Wüste Lop Nor ständig zu Raubgrabungen kommt und das nicht verhindert werden kann, beschloss die chinesische Regierung, ab 2006 die von Folke Bergman beschriebenen über 80 Fundstätten zu ergraben, zu sichern und zu dokumentieren.
Sven Hedin und Folke Bergman fanden Ruinen von Signaltürmen, die an der Chinesischen Mauer gestanden hatten, und konnten so die Forschungen von Sir Aurel Stein weiterführen und den ursprünglichen Lauf der Mittleren Seidenstraße in der Wüste Lop Nor rekonstruieren. Als in China um 1980 das Interesse an der Chinesischen Mauer erwachte, entdeckten die chinesischen Wissenschaftler in dem Buch von Folke Bergman zu ihrem Erstaunen, dass der Verlauf der Chinesischen Mauer bereits 50 Jahre zuvor von der chinesisch-schwedischen Expedition erforscht worden war und dass die Mauer einst bis zur Westgrenze von Xinjiang gereicht hatte.

## Archäologische Fundstätten

### Städte

#### Loulan

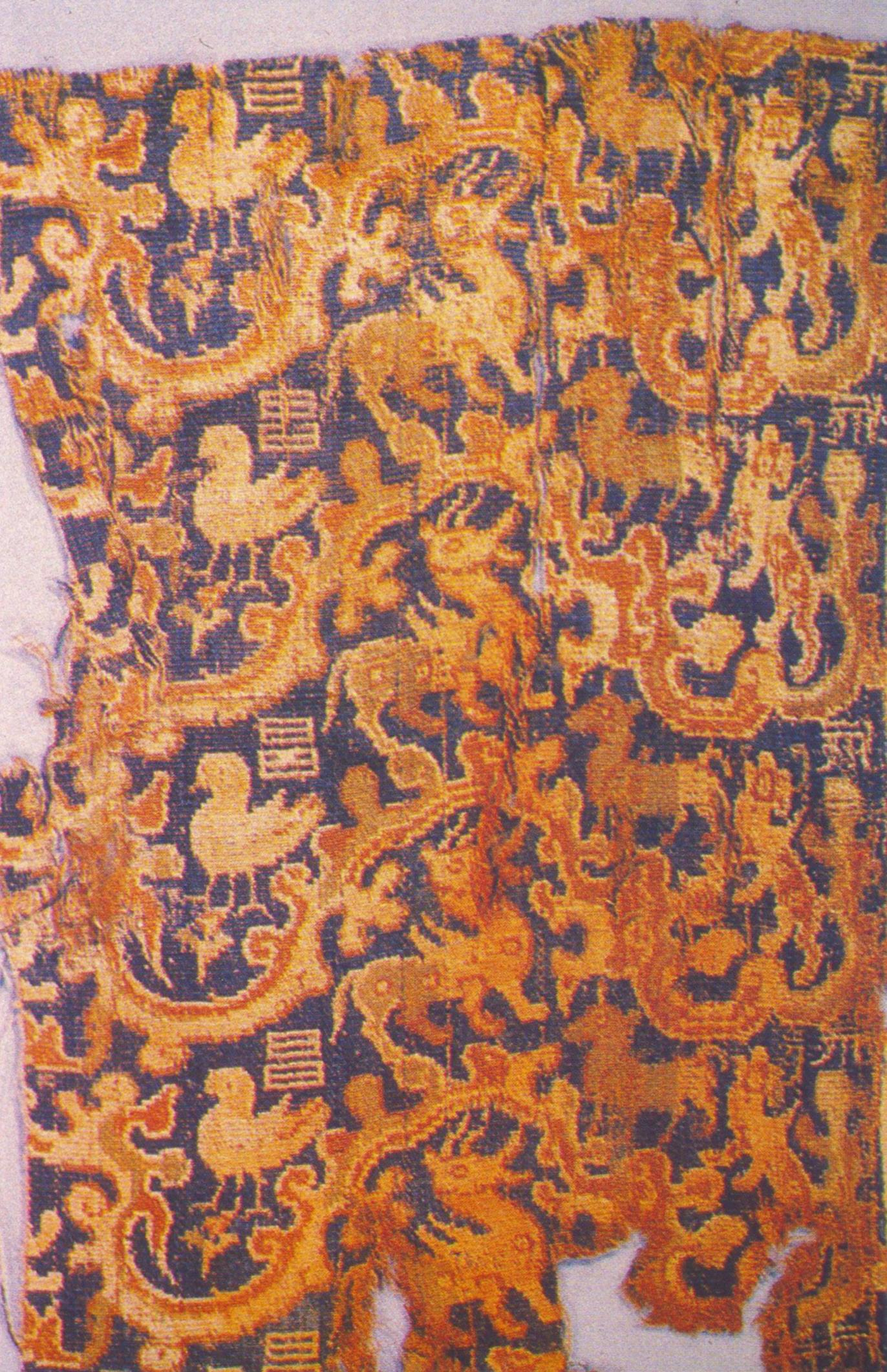
Seidenfragment aus Loulan

Sven Hedin entdeckte im Jahr 1901 die Ruinen der 340 × 310 m großen, von einer Mauer umgebenen ehemaligen Königsstadt und späteren chinesischen Garnisonsstadt Loulan. Er fand Reste von dem Ziegelgebäude des chinesischen Militärkommandanten, ferner einen Signalturm der Chinesischen Mauer an der Seidenstraße und 19 aus Pappelholz gebaute Wohnhäuser. Außerdem legte er bei archäologischen Grabungen ein Holzrad frei, das von einem pferdegezogenen Karren (Araba genannt) stammte, und 276 Schriftdokumente aus Holz, Papier und Seide, die in den Jahren 252 bis 310 angefertigt worden sind und Aufschluss gaben über die Geschichte der Stadt. Sir Aurel Stein nahm im Jahr 1906 ebenfalls Grabungen vor. Nach 1980 begannen schließlich auch chinesische Archäologen mit Ausgrabungen.
Die Stadt Loulan wurde erstmals 176 v. Chr. in einem Brief des Xiongnu-Herrschers an den Kaiser der Han-Dynastie Wendi erwähnt. Ein Bericht aus dem Jahr 126 v. Chr. über Loulan stammt von dem chinesischen Diplomaten Zhang Qian, der die Seidenstraße von 139 bis 123 v. Chr. im Auftrag des chinesischen Kaisers Han Wudi erkundete. Er berichtete von einer Stadt mit etwa 14.000 Einwohnern und schrieb: Die Gebiete von Loulan und Gushi haben eine umwallte Stadt und umwallte Vororte; sie liegen am Salzsumpf.
Loulan wurde um 330 verlassen. Die Ursache war ein Klimawechsel, der dazu führte, dass die Flussläufe und Flussoasen austrockneten und dass von nun an das Süßwasser in Loulan fehlte. Es wird auch vermutet, dass die häufigen Erdbeben den Tarim in eine andere Richtung gelenkt haben.
Christoph Baumer fand 1994 etwa 5 km südlich der Stadt einen großen ehemaligen Obstgarten. Er schreibt: „Vor uns stehen mehr als 20 lange Reihen verdorrter Obstbäume, die aus dem 4. Jahrhundert n. Chr. stammen müssen. Wahrscheinlich handelt es sich um Aprikosenbäume.“

#### Miran
Sven Hedin entdeckte im Jahr 1900 die im Süden der Wüste Lop Nor gelegene Ruinenstadt Miran. Sir Aurel Stein nahm dort 1907 und 1914 Grabungen vor. Chinesische Archäologen begannen nach 1950 weitere Ausgrabungen. Miran ist im 3. Jahrhundert wahrscheinlich ein Außenposten des Reichs Shanshan mit buddhistischen Klosteranlagen, Wandmalereien und Stupas gewesen. Im 8. Jahrhundert war Miran eine tibetische Garnisonsstadt mit entsprechenden Befestigungsanlagen. Möglicherweise war Miran derjenige Ort, der in den Han-Annalen Yixun genannt wurde.

### Nekropolen
An den Unterläufen des Konqi befinden sich zahlreiche archäologische Fundstätten von Grabanlagen und Nekropolen. Die Ausgrabungen lassen darauf schließen, dass die Flussufer um 1800 v. Chr. und von 202 v. Chr. bis zum Jahr 420 besiedelt waren. Bestattungen wurden in der Nekropole Käwrigul um 1800 v. Chr. und in der Nekropole Yingpan in der Zeit von 220 bis 420 vorgenommen. Am Schmalen Fluss liegt die große Nekropole Xiaohe, die vor 4000 Jahren angelegt wurde. Siedlungen aus der damaligen Zeit wurden bei dieser Nekropole noch nicht gefunden.

#### Käwrigul

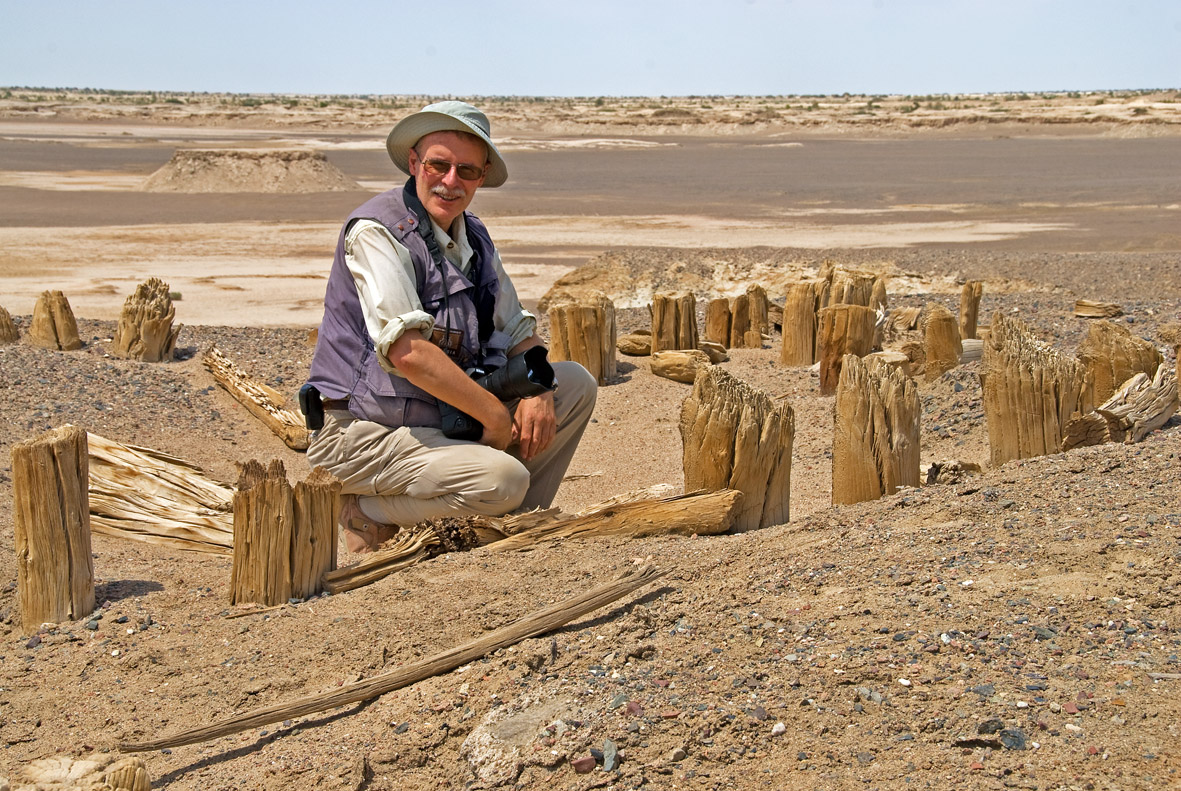
Christoph Baumer in Käwrigul

Die Nekropole Käwrigul (chinesisch 古墓沟, Pinyin Gumugou) liegt zirka 70 km westlich vom ausgetrockneten See Lop Nor neben dem Unterlauf des Konqi auf einer kleinen Düne. Das Gräberfeld wird in die Zeit um 1800 v. Chr. datiert. Seine Größe beträgt 1500 km². 1979 wurden auf ihm 42 Gräber ausgegraben, die sich im Blick auf die Oberflächenmerkmale, Funde und Grabsitten in zwei Gruppen unterteilen.
- Die erste Gruppe bestand aus 36 flach in den Sand eingesenkten Schachtgräbern. Neben einigen Gruppengräbern für zwei bis drei Männer gab es überwiegend Einzelgräber, in denen Männer, Frauen und 13 Kinder jeweils in gestreckter Rückenlage beigesetzt waren, den Kopf im Osten, die Füße im Westen.
- Die zweite Gruppe bestand aus sechs Einzelgräbern, in denen Männer begraben waren, die ebenfalls auf dem Rücken lagen, den Kopf im Osten, die Füße im Westen. Um jedes dieser Gräber standen sieben eng gestellte Pfostenkreise, die von einem breiten Ring vieler weiterer Pfosten umgeben waren, die strahlenförmig nach außen hin aufgestellt waren.

Wegen der extremen Aridität und wegen des hohen Salzgehaltes des Bodens wurden in Käwrigul zwei vollständige Mumien in bestem Erhaltungszustand gefunden. Eine davon ist die Schönheit von Loulan, die im Museum von Ürümqi gezeigt wird.

### Chinesische Mauer

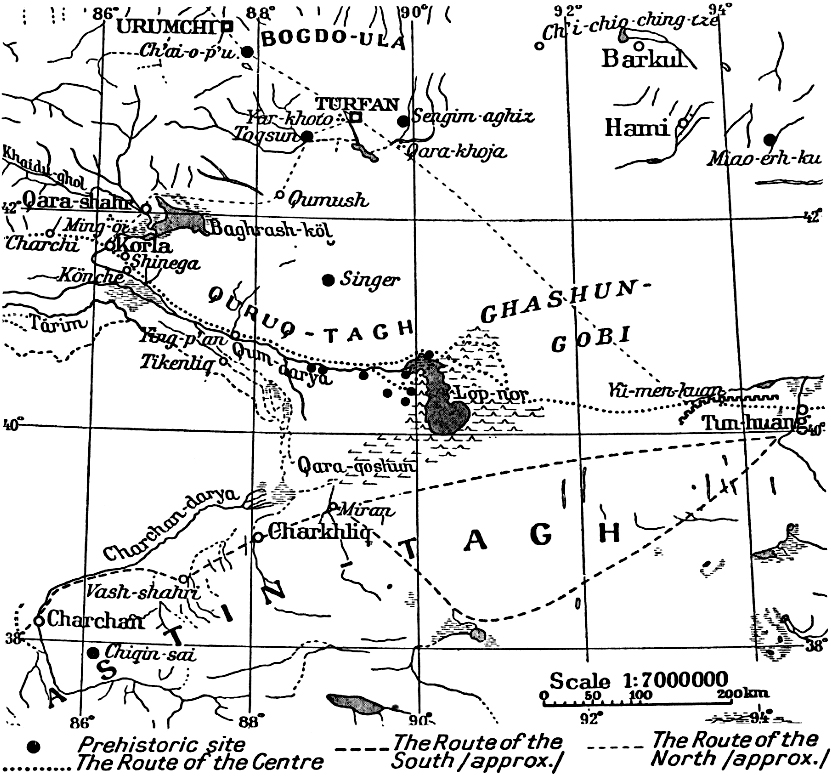
Folke Bergmans Landkarte des östlichen Xinjiang, 1939, mit prähistorischen Fundstätten und den Routen der Seidenstraße

Die mittlere Seidenstraße verlief von Dunhuang über Yumenguan auf einer noch nicht genau geklärten Trasse durch die Wüste Lop Nor. Sie überquerte das verkrustete Seebecken nördlich des Sees Lop Nor und wurde dabei von den Soldaten auf den Festungen L.J., Tuken und L.E. überwacht, bevor die Seidenstraße die Stadt Loulan (LA, d. h. Loulan station) erreichte. Von Loulan aus führte sie am Nordufer des damals südlicher verlaufenden Unterlaufes des Konqi an der Stadt Yingpan und an 10 Signaltürmen entlang zur Stadt Korla. Dieser mittlere Abschnitt der Seidenstraße wurde von 120 v. Chr. bis zum Jahr 330 vorwiegend im Winter benutzt, weil die Karawanen bei Frost Wasservorräte in Form von Eisblöcken transportieren konnten.
Seit der Han-Dynastie (202 v. Chr.–220 n. Chr.) sorgten Signaltürme als Wachttürme für die Orientierung und Sicherheit der Reisenden an der mittleren Seidenstraße. Ruinen von Signaltürmen der Chinesischen Mauer an der Seidenstraße wurden in der Wüste Lop Nor an den folgenden Orten gefunden: in Miran; 45 km südlich von Loulan (Bezeichnung der Festung: LK); 20 km nordöstlich von Merdek beim „Schmalen Fluss“; am Nord- und Nordwestrand des Sees Lop Nor (Bezeichnungen der Festungen: L.J., Tuken, L.F., L.E. und LA, d. h. Loulan); in Yingpan und von da aus nach Westen am nördlichen Ufer des Kum Darya und des Konche Darya in dichten Abständen bis zu den Städten Korla und Charchi.
Von dem 2. Jahrhundert an wurde die nördliche Seidenstraße zur Alternative für die mittlere Seidenstraße. Sie mied die gefürchtete Wüste Lop Nor, indem sie vor Dunhuang in nordwestlicher Richtung nach Turfan hinführte. In Kaschgar mündete sie in die südliche Seidenstraße. Nach dem Austrocknen des Sees Lop Nor wurde von 330 an nur die südliche Seidenstraße benutzt; sie führte von Dunhuang südlich am See Lop Nor vorbei und dann von Miran nach Qakilik; diese Streckenführung benutzte Marco Polo.
Außerdem bestand eine Verbindungsstraße von Miran nach Loulan, die die mittlere und die südliche Seidenstraße verband. An dieser Straße stand 45 km südlich von Loulan die Festung LK mit den westlich davon gelegenen Siedlungen LL, LM und LR. Nördlich von LK durchlief diese Straße ein Gebiet mit Yardangs. Eine weitere Straße führte möglicherweise von Miran oder Qakilik an der Festung Merdek vorbei zu dem „Schmalen Fluss“, der von einem Signalturm überwacht wurde. Von dort aus mündete diese Straße in die mittlere Seidenstraße, die am Fluss Kum Darya entlangging.

## Bodenschätze
Siehe hierzu „Erschließung der Bodenschätze“ im Artikel Lop Nor.

## Schutzgebiet für wilde Kamele

Einordnung der wilden Trampeltiere als vom Aussterben bedroht (critically endangered, CR) in der Roten Liste gefährdeter Arten

Nikolai Michailowitsch Prschewalski traf im Jahre 1876 südlich des Karakoshun auf Wildkamele. Es gelang ihm zwar nicht, eines von ihnen zu erlegen; dennoch gelangten drei präparierte Kamelfelle in seinen Besitz. Nachdem er ein hohes Kopfgeld auf die Tiere ausgesetzt hatte, wurden ihm von einheimischen Jägern drei Wochen später diese drei Felle gebracht und verkauft. Die sehr seltenen und scheuen Wildkamele waren seit Marco Polos Zeiten unbekannt. Daher gehörten diese drei Felle am Ende der großen Zentralasienexpedition zu den wichtigsten Exponaten in seiner Sammlung. Sven Hedin fand 1901 am Kum-darja in der Nähe von Lop Nor ebenfalls Wildkamele. Im Jahr 1927 erforschte der russische Wissenschaftler A. D. Simukov die Verbreitung und Lebensweise dieser wildlebenden Salzwasserkamele Camelus ferus ferus, die Salzwasser trinken können und optimal an den See Lop Nor angepasst sind.
Nach offiziellen Schätzungen aus dem Jahr 2001 leben in China etwa 600 dieser Salzwasserkamele und in der mongolischen Wüste Gobi, in der das Schutzgebiet Southern Altay Gobi Nature Reserve (auch: Great Gobi Reserve A) besteht, weitere 300 Salzwasserkamele. In Gefangenschaft werden – soweit bekannt – in China und der Mongolei 15 Salzwasserkamele gehalten.
In der Roten Liste gefährdeter Arten der IUCN werden die wilden Trampeltiere (Salzwasserkamele) seit 2002 als vom Aussterben bedroht (critically endangered) bezeichnet. Man rechnet mit einem Rückgang der Population in der Mongolei und entsprechend auch in China bis zum Jahr 2033 (in der dritten Generation nach dem Jahr 1985) um 84 %. Die mongolische Subpopulation hat sich in den Jahren 1984 bis 2006 von 650 Tieren auf 350 Tiere verringert, der chinesische Bestand schrumpfte in den Jahren vor 2006 jährlich um etwa 20 Tiere, die von Jägern oder Minenlegern getötet wurden.
In den Jahren 1980–1981 bereiste die Forschungsgruppe der Chinesischen Akademie der Wissenschaften die Wüste Lop Nor und erstellte eine Karte über das Verbreitungsgebiet der Salzwasserkamele. John Hare überprüfte den Bestand der Salzwasserkamele zunächst im Jahr 1992 in der Gashun Gobi Wüste und später in den Jahren 1995–1999 in der Wüste Lop Nor. 1997 wurde er einer der Gründer der Wild Camel Protection Foundation, die sich für den Schutz der letzten lebenden Salzwasserkamele einsetzt.
Die Wild Camel Protection Foundation plante gemeinsam mit der chinesischen Regierung ein großflächiges Schutzgebiet für diese Tiere, das finanziell vom Umweltprogramm der Vereinten Nationen (UNEP) unterstützt wird. Am 18. März 1999 wurde dieses Schutzgebiet vom chinesischen Staatlichen Amt für Umweltschutz (SEPA) mit dem Namen „Xinjiang Lop Nur Nature Sanctuary of China“ (auch: Xinjiang Lop Nur Wild Camel National Nature Reserve) eingerichtet. Im Jahr 2003 wurde es ein National Nature Reserve mit dem neuen Namen Lop Nur Nature Reserve und dem SEPA unterstellt. Es hat die Größe von 107.768 km² und umschließt sowohl das Seebecken Lop Nor als auch das chinesische Kernwaffentestgelände Lop Nor. Seine Grenzen berühren drei weitere Schutzgebiete: Arjin Shan Reserve (15000 km²), Annanba Protected Area (3960 km²) und Wanyaodong (333 km²). Andere Quellen sprechen vom Arjin Shan Lop Nur Nature Reserve in der Größe von 65000 km².
2001 wurden von den 15 Straßenzufahrten in das Schutzgebiet nur fünf durch Kontrollpunkte überwacht. Die Einrichtung dieses Naturschutzgebietes zur Erhaltung der Artenvielfalt, des Ökosystems und der von Yardangs geprägten Landschaft im Lop Nor wurde am 6. November 1998 als Projekt 600 von der Globalen Umweltfazilität bis 2001 mit einem Zuschuss von $750.000 gefördert. Der deutsche Anteil an diesem Zuschuss betrug 90.000 Dollar. Das Uigurische Autonome Gebiet Xinjiang übernimmt die laufenden Kosten für das Schutzgebiet einschließlich Benzin- und Personalkosten.
Eine Gefahr für dieses Schutzgebiet geht von den Arbeitern aus, die bei der industriellen Gewinnung der Bodenschätze im Seebecken des Lop Nor beschäftigt sind, da die geschützten Salzwasserkamele traditionell als Sport oder als Frischfleischlieferanten bejagt werden, obgleich ihre Bejagung in China strengstens verboten ist. Eine Gaspipeline, die in West-Ost-Richtung unterirdisch durch das Schutzgebiet geführt werden sollte, wurde schließlich außerhalb des Schutzgebietes angelegt.